# Bitwa pod Koźminem
Bitwa pod Koźminem – bitwa stoczona 26 października 1497 niedaleko Koźmina w lasach Bukowiny (obecnie Ukraina). Ocena wyprawy, podjętej przez króla Polski Jana I Olbrachta, jest rozbieżna wśród historyków.
Wówczas tereny Bukowiny znajdowały się przy granicy Królestwa Polskiego, wchodząc w skład na wpół niepodległego Hospodarstwa Mołdawskiego. Hospodarstwo Mołdawskie, od ponad wieku lennik i sojusznik Rzeczypospolitej, pod koniec XV wieku za panowania hospodara Stefana III Wielkiego próbowało osiągnąć większą niezależność, walcząc o nią przeciwko Rzeczypospolitej (sąsiadującej od północy), Imperium Osmańskiemu (od południa) i Królestwu Węgier (od zachodu), zmieniając sojusze ze wspomnianymi państwami. W 1497 hospodar początkowo był przyjaźnie nastawiony do Królestwa Polskiego, jednakże po wkroczeniu wojsk polskich zwrócił się przeciwko nim.
Wycofujące się do Korony spod Suczawy (północne tereny Hospodarstwa), po jej bezskutecznym oblężeniu, polskie wojska najemne oraz pospolite ruszenie małopolskie i ruskie (łącznie, razem z czeladzią, ok. 80 000 ludzi), zostały 26 października 1497 podstępnie zaatakowane z zasadzek przez Mołdawian (którzy złamali w ten sposób dopiero co zawarty rozejm) liczących ok. 18 000, wspieranych posiłkami tureckimi, wołoskimi i tatarskimi (ok. 10 000), wysłanymi przez hospodara Stefana III Wielkiego. Po stronie polskiej aktywnie dowodził w bitwie król Jan I Olbracht, mając pod sobą jako dowódców spolszczonego Czecha Jana Trnkę z Raciborzan nad wojskami zaciężnymi, Stanisława Chodeckiego z Chodcza nad obroną potoczną i Jana Tęczyńskiego nad jazdą.
To do tej bitwy odnosi się powiedzenie „Za króla Olbrachta wyginęła szlachta”, jakkolwiek sama bitwa zakończyła się tylko porażką, a nie totalną klęską. Niespodziewające się walki, zaskoczone wojsko polskie poniosło początkowo znaczne straty. Były one szczególnie dotkliwe wśród wojsk zaciężnych, krzyżackich posiłków i ciurów, a spore wśród małopolskiego i ruskiego pospolitego ruszenia. Dopiero kontratak gwardii króla polskiego (ciężkie rycerstwo pod Janem Tęczyńskim) przegonił napastników aż do brzegów Seretu. Opanowano sytuację, uniknięto całkowitego pogromu i wyprowadzono siły polskie. Zginąć miało około 5000 żołnierzy i ok. 6000 ciurów. Straty poniesiono także wśród taborów, podobno stracono ponad 6000 wozów, uratowano jednakże niemal całą artylerię.
Osobne zagadnienie stanowi problem zerwania rozejmu zawartego przez Stefana Wielkiego i Jana Olbrachta. Zdaniem niektórych jego warunki jako pierwsza naruszyła strona polska, maszerując przez teren, który miała omijać. Autor biografii Jana Olbrachta Fryderyk Papée twierdzi, że nie istniało żadne formalne porozumienie w tej kwestii. Uwagi przekazane królowi polskiemu przez hospodara były rodzajem „przyjacielskiej porady”. Zatem marsz powrotny armii polskiej przez lasy bukowińskie nie był złamaniem zawartych układów, a jedynie niezastosowaniem się Polaków do rad Stefana Wielkiego.